# Madden NFL 11
Madden NFL 11 est un jeu vidéo de sport (football américain) sorti en 2010 sur Xbox 360, PlayStation 3, Nintendo Wii, PSP et Nintendo 3DS. Le jeu a été développé par EA Tiburon et édité par EA Sports. Il fait partie de la série Madden NFL.

## Nouveautés
Le jeu permet toujours de pouvoir prendre en main chacune des 32 équipes de NFL, à l'occasion notamment d'un mode Franchise s'étalant sur 30 saisons. D'autres modes de jeu sont toujours présents, parmi lesquels figure le mode Superstar, permettant de prendre en main le destin d'un seul joueur (existant ou créé), de son année rookie jusqu'à la fin de sa carrière.
Au nombre des nouveautés, figurent un plus grand soin accordé aux graphismes, et des améliorations au niveau de la jouabilité, avec l'apparition du GameFlow qui permet de définir très rapidement ses tactiques, ou la disparition de la touche de course afin de laisser le joueur se concentrer sur les moves de son joueur.

## Jaquette
Drew Brees, le quarterback des New Orleans Saints vainqueurs du Super Bowl de cette année-là, a été choisi pour la première fois par des fans afin de figurer sur la jaquette de cet épisode. Il a ainsi devancé le defensive end des Minnesota Vikings Jared Allen et Reggie Wayne, wide receiver des Indianapolis Colts.

## Bande-son
| Bande-son de Madden 11             | Bande-son de Madden 11   |
| Artiste                            | Chanson                  |
| ---------------------------------- | ------------------------ |
| AC/DC                              | "Thunderstruck"          |
| Archie Eversole                    | "We Ready"               |
| Blur                               | "Song 2"                 |
| Bush                               | "Machinehead"            |
| Gary Glitter                       | "Rock and Roll Part 2"   |
| Guns N' Roses                      | "Welcome to the Jungle"  |
| Joe Satriani                       | "Crowd Chant"            |
| Kevin Rudolf featuring Lil Wayne   | "Let It Rock"            |
| Kiss                               | "Rock and Roll All Nite" |
| Lenny Kravitz                      | "Fly Away"               |
| Outkast                            | "B.O.B."                 |
| Ozzy Osbourne                      | "Let Me Hear You Scream" |
| Ozzy Osbourne                      | "Crazy Train"            |
| Queen                              | "We Will Rock You"       |
| The Hives                          | "Tick Tick Boom"         |
| Todd Rundgren                      | "Bang the Drum All Day"  |
| The Roots                          | "The Seed 2.0"           |
| Ying Yang Twins featuring Homebwoi | "Halftime"               |
| Zombie Nation                      | "Kernkraft 400"          |

## Accueil
- Jeuxvideo.com : 17/20 (PS3/X360)[1]